# Glandularia humifusa
Glandularia humifusa là một loài thực vật có hoa trong họ Cỏ roi ngựa. Loài này được (Cham.) Botta mô tả khoa học đầu tiên năm 1995.